# 日明貿易

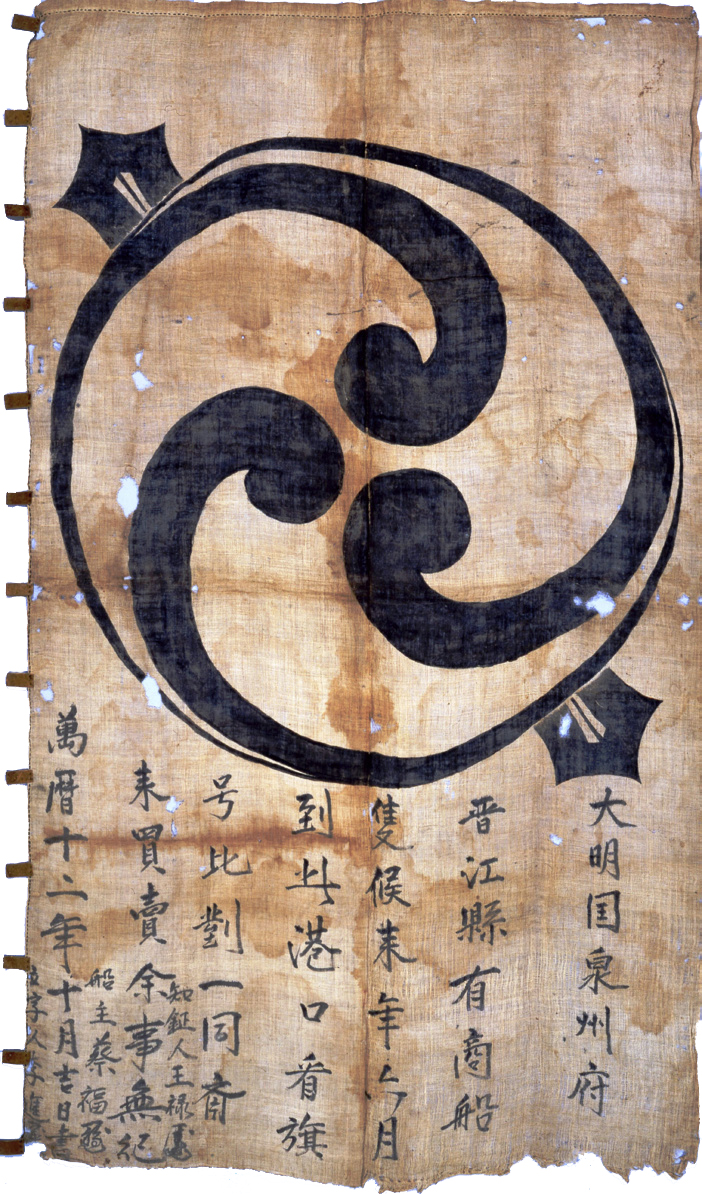
日明貿易船旗 万暦十二年（1584年）重要文化財（山口県文書館蔵）

日明貿易（にちみんぼうえき）は、室町時代に日本と明（中国）と行った貿易。特に室町幕府や大内氏との朝貢貿易は、倭寇や密貿易と区別し正式な遣明使船であることが確認できるよう勘合（勘合符）を使用したことから勘合貿易（かんごうぼうえき）とも呼ばれる。ただし、勘合はあくまで外交使節に発給された通行証であり貿易許可証ではないのが本来ではあるが、日本側は許可証だと見なしていたとの学説がある。

## 歴史
室町幕府3代将軍の足利義満は、博多商人肥富より対明貿易が莫大な利益を生むことを聞いていた。義満は1401年（応永8年）に、肥富と僧祖阿を明へ遣明使として派遣し、彼らは翌年に明の国書を持ち帰国する。明使の在日中に靖難の変で永楽帝が即位すると、明は再び国書を送り、日本と明の間に国交と通商の合意が成立した。
```
1401年
（応永8年）から
1549年
（天文18年）まで、19回に渡り交易が行われた。
1404年
（応永11年）以降は勘合を所持した者に限られるようになり、1432年（永享4年）に
宣徳条約
で回数などが規定される。
勘合とは、
公文書
となる勘合底簿の上に
料紙
をずらして重ね、両紙にまたがるように
割印
もしくは墨書したもので、「日字勘合」と「本字勘合」の2種類が存在した
[
1
]
。「日字勘合」は明→日本の使行に、「本字勘合」は日本→明の使行に使われ、持参した料紙とそれぞれが持つ底簿を照合したと推測されている
[
1
]
。
```

公式の貿易が行われた他、博多や堺などの有力商人も同乗し、明政府によって必要な商品が北京にて買い上げられる公貿易や明政府の許可を得た商人・牙行との間で私貿易が行われていた。遣明船に同乗を許された商人は帰国後に持ち帰った輸入品の日本国内の相場相当額の1割にあたる金額を抽分銭として納付した。
当時の明王朝は、強固な中華思想イデオロギーから朝貢貿易、すなわち冊封された周辺諸民族の王が大明皇帝に朝貢する形式の貿易しか認めなかった。そのため勘合貿易は、室町幕府将軍が明皇帝から「日本国王」として冊封を受け、明皇帝に対して朝貢し、明皇帝の頒賜物を日本に持ち帰る建前であった。日本国内の支配権確立のため豊富な資金力を必要としていた義満は、名分を捨て実利を取ったといえる。しかしこの点は当時から日本国内でも問題となり、義満死後、4代将軍足利義持や前管領の斯波義将らは1411年（応永18年）貿易を一時停止する。具体的な理由として、足利義持が重篤な病にかかった時に医療への再認識が高まり、朝貢貿易の主要物が薬膳（生薬）と合薬、それも南方産の香薬が主で、それらは中国では産しないことから朝鮮・琉球との通交が確保できることを前提に対明断交に踏み切ったとされている。朝鮮・琉球との貿易で日明間の朝貢貿易を肩代りさせ、評判の悪い冊封関係を断ち切ろうとしたものである。しかし6代将軍足利義教時代の1432年（永享4年）に復活することになる。
明は貿易を対等取引ではなく、皇帝と臣下諸王の朝貢と下賜と捉えていたことから、明の豊かさと皇帝の気前のよさを示すため、明からの輸入品は輸出品を大きく超過する価値があるのが通例だった。日明貿易がもたらした利益は具体的には不明であるが、宝徳年間に明に渡った商人楠葉西忍によれば、明で購入した糸250文が日本で5貫文（＝5000文）で売れ、反対に日本にて銅10貫文を1駄にして持ち込んだものが明にて40-50貫文で売れたと記している。また、応仁の乱以後遣明船を自力で派遣することが困難となった室町幕府は有力商人にあらかじめ抽分銭を納めさせて遣明船を請け負わせる方式を取るようになるが、その際の抽分銭が3000-4000貫文であった。そのため、その10倍に相当する商品が日本に輸入され、抽分銭や必要経費を差し引いても十分な利益が出る構造になっていたと考えられている。また、1483年（文明15年）に派遣された遣明船は大内政弘や甘露寺親長が仲介する形で朝廷が関与していたことが知られ、貿易の収益の一部は朝廷に献上されている。勘合貿易が行われるようになると倭寇（前期倭寇）は一時的に衰退し、輸入された織物や書画などは北山文化や東山文化など室町時代の文化に影響した。
応仁の乱以降には堺を本拠とする管領家の細川氏や、乱で兵庫を得た大内氏、博多や堺などの有力商人が経営するようになった。1523年（大永3年）の寧波の乱の結果、大内氏が権益を握り、1536年（天文5年）に大内義隆は遣明船派遣を再開する。1551年（天文20年）に義隆が家臣の陶晴賢による謀反（大寧寺の変）によって滅亡すると、後を継いだ大内義長（大友義鎮の弟）は、1556年（弘治2年）と翌年に兄・大友義鎮とともに貿易再開を求める使者を派遣する（『明実録』）が、明側は義長を簒奪者と看做してこれを拒絶、また1557年（弘治3年）に義長が防長経略で討たれて大内氏が名実ともに滅んだことによって、公貿易再開の見込みが絶たれ、東アジアでは商人や倭寇（後期倭寇）による私貿易・密貿易が中心となった。以降は明の海禁政策の緩和もあり、民間貿易による取引量は勘合貿易時代をも上回る活況となり、のちに16世紀末ごろになると日本人の海外交易の統制の必要性から朱印船による朱印船貿易が行われるようになった。

## 商品
- 輸出品 - 硫黄、銅などの鉱物、扇子、刀剣、漆器や屏風ほか
- 輸入品 - 明銭（永楽通宝）、生糸、織物、書物ほか

この貿易において、日本の銅は国内よりも非常に高値で明に輸出された。この理由としては、中国の歴史上慢性的とも言えた銅の不足の他に、日本の銅は銀を少なからず含有しており、当時の日本にこれを抽出する技術は無かったが、明はそれを持っていたためである。結果、「銅にしては高いが銀にしては安い」価値で交易されていた。

## 年表
注：派遣年次（明暦）、派遣者（正使）、の順。
- 1401年（建文3年） 幕府（祖阿）
- 1403年（永楽元年） 幕府（堅中圭密）
- 1404年（永楽2年） 幕府（明室梵亮）
- 1405年（永楽3年） 幕府（源通賢）
- 1407年（永楽5年） 幕府
- 1408年（永楽6年） 幕府
- 1408年（永楽6年） 幕府
- 1410年（永楽8年） 幕府
- 1433年（宣徳8年） 幕府
- 1435年（宣徳10年） 幕府
- 1453年（景泰4年） 幕府
- 1468年（成化4） 幕府・細川氏・大内氏
- 1477年（成化13年） 幕府
- 1484年（成化20年） 幕府
- 1495年（弘治8年） 幕府・細川氏
- 1509年（正徳4年） 細川氏（宋素卿）
- 1512年（正徳7年） 細川氏・大内氏（了庵桂悟）
- 1523年（嘉靖2年） 大内氏（謙道宗設）
- 1523年（嘉靖2年） 細川氏（鸞岡瑞佐）
- 1540年（嘉靖19年） 大内氏（湖心硯鼎）
- 1549年（嘉靖28年） 大内氏（策彦周良）